# 布萊西 (喬治亞州)
布萊西（英語：Blythe）是一個位於美國喬治亞州伯克縣和里奇蒙縣的城市。

## 地理
布萊西的座標為33°17′41″N 82°12′02″W / 33.29472°N 82.20056°W，而該地的平均海拔高度為138米（即453英尺）。

## 人口
根據2010年美國人口普查的數據，布萊西的面積為7.41平方千米，當中陸地面積為7.39平方千米，而水域面積為0.02平方千米。當地共有人口721人，而人口密度為每平方千米97人。